# Age of Booty
Age of Booty är ett nedladdningsbart spel i genren realtidsstrategi från 2008 som utvecklades av Certain Affinity och publicerades av Capcom till Steam, Playstation Network och Xbox Live Arcade.

### Fotnoter
1. ↑  ”Age of Booty Release Information for PC”. Gamefaqs. https://gamefaqs.gamespot.com/pc/945394-age-of-booty/data. Läst 19 mars 2018.
2. ↑  ”Age of Booty Release Information for PlayStation 3”. Gamefaqs. https://gamefaqs.gamespot.com/ps3/945393-age-of-booty/data. Läst 19 mars 2018.
3. ↑  ”Age of Booty Release Information for Xbox 360”. Gamefaqs. https://gamefaqs.gamespot.com/xbox360/945392-age-of-booty/data. Läst 19 mars 2018.